# Pioppi sull'Epte (Monet Londra)
Pioppi sull'Epte è un dipinto di Claude Monet. Eseguito nel 1891, è conservato nella National Gallery di Londra.

## Descrizione
Si tratta di uno dei ventitré dipinti realizzati da Monet su questo soggetto. I pioppi, sulla riva del fiume Epte nei pressi di Giverny, sono visti dal basso, da un'imbarcazione prestatagli dal pittore Gustave Caillebotte. Quando l'amministrazione cittadina decise di vendere all'asta gli alberi, Monet li comprò al fine di ritardarne l'abbattimento di alcuni mesi, per poter terminare la serie.